# Cognomen
Et cognomen (Latin: [kɔŋˈnoːmɛn];  pl.: cognomina; fra co- "sammen med" og (g)nomen "navn") var, i henhold til den romerske navnekonvention, det tredje navn på en borger i det antikke Rom. I starten var det et kælenavn, men det mistede senere dette formål og blev arveligt. Arvelig cognomina blev brugt til at forstærke det andet navn, nomen gentilicium (familienavnet eller klannavnet), for at identificere en bestemt gren af en familie. 
Udtrykket har også fået andre nutidige betydninger. Her er udtrykket "cognomen" (nogle gange pluraliseret "cognomens") bl.a. kommet i brug som et engelsk substantiv, der bruges uden nogen referenceramme til det antikke Rom. I henhold til 2012-udgaven af Random House Dictionary kan "cognomen" betyde et "efternavn" eller "et hvilket som helst navn, særligt et kælenavn". Catalansk "cognom" og italiensk "cognom" – afledt af det latinske "cognomen" – betyder "familienavn". Maltesisk kunjom er afledt af den italienske version og har den samme betydning.

## Eksempler
- Marcus Tullius Cicero
- Gaius Julius Cæsar
- Quintus Horatius Flaccus

## Eksterne links
- Harold Whetstone Johnston (revideret Mary Johnston), The Private Life of the Romans, 1932, kapitel 2: Romerske navne